# Coppa Mercosur 1998
La Coppa Mercosur 1998 fu la prima edizione del torneo sudamericano di calcio e ebbe come campione il Palmeiras, club brasiliano della città di San Paolo.

L'edizione 1998 contò sei squadre argentine, sette brasiliane, tre cilene, due Paraguaiane e due Uruguaiane.

## Formula
I venti club sono divisi in cinque gruppi: "A", "B", "C", "D" e "E".

Nella prima fase, ogni club incontra le avversarie del proprio gruppo con match di andata e ritorno. I migliori classificati di ogni gruppo, insieme alle tre migliori seconde, passano alla seconda fase.

Nei quarti di finale, i club si incontrano in scontri diretti di andata e ritorno. Lo stesso metodo viene applicato alla semifinale.

La finale ha la particolarità di essere disputata in tre match: nel caso di una vittoria a testa o di doppio pareggio, viene disputata la partita che deciderà il vincitore del torneo.

## Trasmissione
La Coppa Mercosur 1998 fu trasmessa dalla SBT.

## Prima fase

### Gruppo A
| Club        | Pts | G | V | P | S | GF | GS | DR |
| ----------- | --- | - | - | - | - | -- | -- | -- |
| Cruzeiro    | 10  | 6 | 3 | 1 | 2 | 15 | 7  | 8  |
| San Lorenzo | 10  | 6 | 3 | 1 | 2 | 11 | 8  | 3  |
| San Paolo   | 7   | 6 | 2 | 1 | 3 | 8  | 12 | -4 |
| Colo-Colo   | 7   | 6 | 2 | 1 | 3 | 5  | 12 | -7 |

- 29 luglio:  San Lorenzo 2 - 1  Cruzeiro
- 30 luglio:  San Paolo 1 - 0  Colo-Colo
- 18 agosto:  San Lorenzo 3 - 0  Colo-Colo
- 20 agosto:  Cruzeiro 5 - 1  San Paolo
- 3 settembre:  Colo-Colo 2 - 1  Cruzeiro
- 3 settembre:  San Paolo 2 - 1  San Lorenzo
- 17 settembre:  Colo-Colo 2 - 1  San Paolo
- 17 settembre:  Cruzeiro 2 - 1  San Lorenzo
- 30 settembre:  San Paolo 1 - 1  Cruzeiro
- 1º ottobre:  Colo-Colo 1 - 1  San Lorenzo
- 15 ottobre:  San Lorenzo 3 - 2  San Paolo
- 15 ottobre:  Cruzeiro 5 - 0  Colo-Colo

### Gruppo B
| Club                 | Pts | G | V | P | S | GF | GS | DR |
| -------------------- | --- | - | - | - | - | -- | -- | -- |
| Palmeiras            | 18  | 6 | 6 | 0 | 0 | 16 | 3  | 13 |
| Nacional             | 9   | 6 | 3 | 0 | 3 | 10 | 14 | -4 |
| Independiente        | 6   | 6 | 2 | 0 | 4 | 12 | 15 | -3 |
| Universidad de Chile | 3   | 6 | 1 | 0 | 5 | 7  | 13 | -6 |

- 29 luglio:  Nacional 1 - 0  Universidad de Chile
- 29 luglio:  Palmeiras 2 - 1  Independiente
- 11 agosto:  Universidad de Chile 3 - 0  Independiente
- 19 agosto:  Nacional 0 - 5  Palmeiras
- 2 settembre:  Universidad de Chile 1 - 2  Palmeiras
- 2 settembre:  Independiente 4 - 3  Nacional
- 16 settembre:  Universidad de Chile 1 - 3  Nacional
- 16 settembre:  Independiente 0 - 3  Palmeiras
- 1º ottobre:  Palmeiras 3 - 1  Nacional
- 1º ottobre:  Independiente 6 - 2  Universidad de Chile
- 13 ottobre:  Nacional 2 - 1  Independiente
- 13 ottobre:  Palmeiras 1 - 0  Universidad de Chile

### Gruppo C
| Club        | Pts | G | V | P | S | GF | GS | DR |
| ----------- | --- | - | - | - | - | -- | -- | -- |
| Racing Club | 14  | 6 | 4 | 2 | 0 | 9  | 4  | 5  |
| Olimpia     | 10  | 6 | 3 | 1 | 2 | 13 | 12 | 1  |
| Corinthians | 5   | 6 | 1 | 2 | 3 | 7  | 8  | -1 |
| Peñarol     | 3   | 6 | 0 | 3 | 3 | 6  | 11 | -5 |

- 30 luglio:  Olimpia 2 - 2  Corinthians
- 4 agosto:  Peñarol 1 - 1  Racing Club
- 18 agosto:  Corinthians 1 - 2  Racing Club
- 20 agosto:  Olimpia 4 - 2  Peñarol
- 1º settembre:  Racing Club 1 - 0  Olimpia
- 1º settembre:  Corinthians 1 - 1  Peñarol
- 15 settembre:  Racing Club 0 - 0  Peñarol
- 15 settembre:  Corinthians 1 - 2  Olimpia
- 29 settembre:  Racing Club 1 - 0  Corinthians
- 29 settembre:  Peñarol 2 - 3  Olimpia
- 14 ottobre:  Olimpia 2 - 4  Racing Club
- 14 ottobre:  Peñarol 0 - 2  Corinthians

### Gruppo D
| Club            | Pts | G | V | P | S | GF | GS | DR |
| --------------- | --- | - | - | - | - | -- | -- | -- |
| Vélez Sarsfield | 11  | 6 | 3 | 2 | 1 | 7  | 6  | 1  |
| Boca Juniors    | 9   | 6 | 3 | 0 | 3 | 11 | 7  | 4  |
| Flamengo        | 9   | 6 | 3 | 0 | 3 | 7  | 8  | -1 |
| Cerro Porteño   | 5   | 6 | 1 | 2 | 3 | 9  | 13 | -4 |

- 29 agosto:  Flamengo 2 - 0  Cerro Porteño
- 5 agosto:  Boca Juniors 0 - 1  Vélez Sarsfield
- 19 agosto:  Cerro Porteño 3 - 2  Boca Juniors
- 19 agosto:  Vélez Sarsfield 1 - 0  Flamengo
- 2 settembre:  Flamengo 0 - 2  Boca Juniors
- 3 settembre:  Cerro Porteño 2 - 2  Vélez Sarsfield
- 17 settembre:  Cerro Porteño 2 - 3  Flamengo
- 17 settembre:  Vélez Sarsfield 2 - 1  Boca Juniors
- 30 settembre:  Flamengo 2 - 0  Vélez Sarsfield
- 30 settembre:  Boca Juniors 3 - 1  Cerro Porteño
- 13 ottobre:  Vélez Sarsfield 1 - 1  Cerro Porteño
- 14 ottobre:  Boca Juniors 3 - 0  Flamengo

### Gruppo E
| Club                 | Pts | G | V | P | S | GF | GS | DR |
| -------------------- | --- | - | - | - | - | -- | -- | -- |
| River Plate          | 9   | 6 | 2 | 3 | 1 | 8  | 7  | 1  |
| Vasco da Gama        | 9   | 6 | 2 | 3 | 1 | 4  | 3  | 1  |
| Grêmio               | 7   | 6 | 2 | 1 | 3 | 10 | 9  | 1  |
| Universidad Católica | 6   | 6 | 1 | 3 | 2 | 6  | 9  | -3 |

- 30 luglio:  Universidad Católica 1 - 1  Vasco da Gama
- 30 luglio:  Grêmio 2 - 3  River Plate
- 18 agosto:  Vasco da Gama 1 - 0  Grêmio
- 20 agosto:  River Plate 1 - 1  Universidad Católica
- 1º settembre:  Grêmio 5 - 1  Universidad Católica
- 3 settembre:  River Plate 1 - 1  Vasco da Gama
- 15 settembre:  Universidad Católica 1 - 1  Grêmio
- 16 settembre:  Vasco da Gama 0 - 0  River Plate
- 29 settembre:  Universidad Católica 2 - 0  River Plate
- 29 settembre:  Grêmio 1 - 0  Vasco da Gama
- 14 ottobre:  Vasco da Gama 1 - 0  Universidad Católica
- 15 ottobre:  River Plate 3 - 1  Grêmio

## Seconda fase

### Quarti di finale
- 27 ottobre:  Vélez Sarsfield 3 - 4  Olimpia
- 4 novembre:  Olimpia 2 - 1  Vélez Sarsfield
- 28 ottobre:  River Plate 1 - 2  Cruzeiro
- 5 novembre:  Cruzeiro 2 - 0  River Plate
- 29 ottobre:  San Lorenzo 1 - 1  Racing Club
- 5 novembre:  Racing Club 1 - 1  San Lorenzo

San Lorenzo qualificato dopo i calci di rigore (0 - 2).
- 29 ottobre:  Palmeiras 3 - 1  Boca Juniors
- 5 novembre:  Boca Juniors 1 - 1  Palmeiras

### Semifinali

#### Andata
| Arbitro: | Sánchez () |

|               |           |  |
| Alex 41’, 51’ | Marcatori |  |

| Arbitro: | Sequeira () |

|  |           |           |
|  | Marcatori | 19’ Oséas |

#### = Ritorno
| Arbitro: | Larrionda () |

|                |           |  |
| Alex Alves 19’ | Marcatori |  |

| Arbitro: | Aquino () |

|                 |           |           |
| Basavilbaso 39’ | Marcatori | 65’ Djair |

### Finale

#### Andata
| Arbitro: | Dos Santos () |

|                                    |           |                  |
| Marcelo Ramos 21’ Fábio Júnior 89’ | Marcatori | 44’ Roque Júnior |

#### Ritorno
| Arbitro: | Cerdeira () |

|                                     |           |                 |
| Cléber 8’ Oséas 52’ Paulo Nunes 85’ | Marcatori | 3’ Fábio Júnior |

| Arbitro: | Almeida () |

|                 |           |  |
| Arce (rig.) 62’ | Marcatori |  |

| Coppa Mercosur 1998               |
| --------------------------------- |
| Palmeiras Campione 1º titolo 1998 |